# Danilo Al-Saed
Danilo Al-Saed (Svédország, 1999. február 24. –) svéd labdarúgó, a norvég Sandefjord csatárja.

## Pályafutása
Al-Saed Svédországban született.
2020-ban mutatkozott be az Enköping felnőtt keretében. 2021-ben a harmadosztályban szereplő Sandvikenhez igazolt. A 2022-es szezonban a második helyig jutottak, így kvalifikáltak a másodosztály osztályozólyába, ám mivel kikaptak nem jutottak fel. 2023. február 13-án három éves szerződést kötött a norvég első osztályban érdekelt Sandefjord együttesével. Először a 2023. április 10-ei, HamKam ellen 2–0-ra elvesztett mérkőzésen lépett pályára. Első gólját 2023. április 30-án, az Aalesund ellen hazai pályán 4–0-ás győzelemmel zárult találkozón szerezte meg.
d

## Statisztikák
2023. augusztus 6. szerint
| Klub       | Szezon   | Osztály     | Bajnokság | Bajnokság | Kupa  | Kupa | Nemzetközi | Nemzetközi | Összesen | Összesen |
| Klub       | Szezon   | Osztály     | Meccs     | Gól       | Meccs | Gól  | Meccs      | Gól        | Meccs    | Gól      |
| ---------- | -------- | ----------- | --------- | --------- | ----- | ---- | ---------- | ---------- | -------- | -------- |
| Sandefjord | 2023     | Eliteserien | 16        | 6         | 3     | 1    | —          | —          | 19       | 7        |
| Összesen   | Összesen | Összesen    | 16        | 6         | 3     | 1    | 0          | 0          | 19       | 7        |